# Afrothismia saingei
Afrothismia saingei är en enhjärtbladig växtart som beskrevs av T.Franke. Afrothismia saingei ingår i släktet Afrothismia och familjen Burmanniaceae. Inga underarter finns listade i Catalogue of Life.